# Stefan Feld

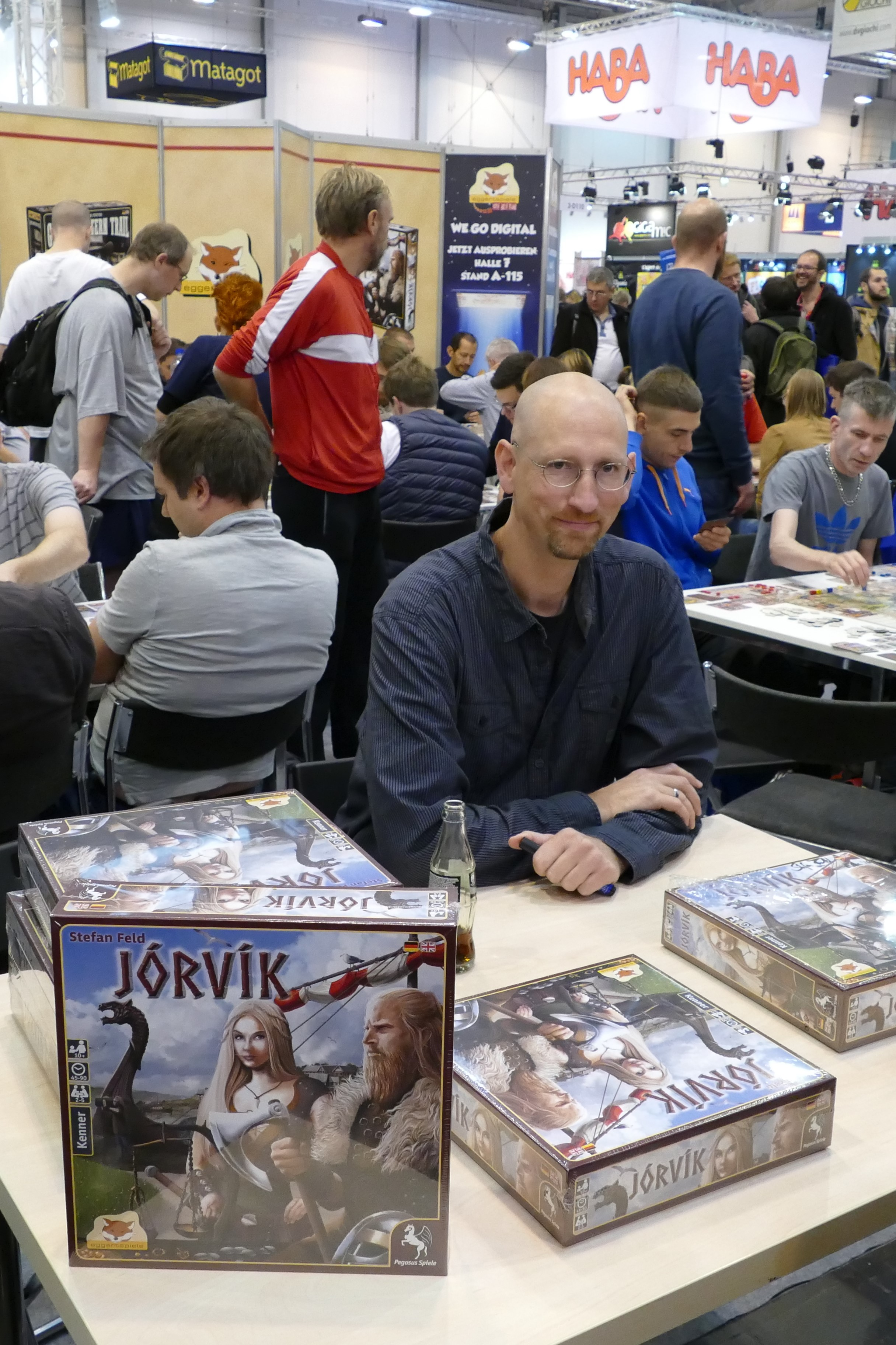
Stefan Feld (2016)

Stefan Feld (Gengenbach, 2 ottobre 1970) è un autore di giochi tedesco.

## Biografia
È considerato uno degli autori di punta dei cosiddetti giochi da tavolo in stile tedesco.
Ha finora pubblicato una ventina di giochi, molti dei quali ritenuti piuttosto innovativi.

## Ludografia
- 2005: Roma (Queen Games)
- 2006: Um Ru(h)m & Ehre (Ravensburger Alea)
- 2007: Notre Dame (Ravensburger Alea)
- 2007: Im Jahr des Drachen (In the Year of the Dragon) (Ravensburger Alea)
- 2008: Il Nome della Rosa (Ravensburger)
- 2009: Macao (Ravensburger Alea)
- 2009: Die Säulen der Erde. Duell der Baumeister (Kosmos)
- 2009: Arena: Roma II (Queen Games)
- 2009: 10 Jahre alea. Schatzkiste (Ravensburger Alea) con Andreas Seyfarth, Andreas Pelikan e Rüdiger Dorn
- 2010: Die Speicherstadt (eggertspiele)
- 2010: It happens.. (Queen Games)
- 2010: Luna (Hall Games)
- 2011: Strasbourg (Pegasus Spiele)
- 2011: Die Burgen von Burgund (The Castles of Burgundy) (Ravensburger Alea)
- 2011: Trajan (Ammonit)
- 2013: Bora Bora (Ravensburger Alea)
- 2013: Brügge (Bruges) (Hans im Glück)
- 2013: Rialto (Pegasus Spiele)
- 2013: Amerigo (Queen Games)
- 2014: AquaSphere (Hall Games)
- 2014: Brügge, die Stadt am Zwin (Bruges: The City on the Zwin) (Hans im Glück)
- 2014: La Isla (Ravensburger Alea)
- 2016: The Castles of Burgundy: The Card Game (Ravensburger Alea)
- 2016: Jórvík (Eggertspiele)
- 2016: L'Oracolo di Delphi (Cranio Creations)
- 2017: Merlin (Queen Games)
- 2017: Notre Dame: 10th Anniversary (Ravensburger Alea)
- 2017: The Castles of Burgundy: The Dice Game (Ravensburger Alea)
- 2017: In the Year of the Dragon: 10th Anniversary (Ravensburger Alea)
- 2018: Carpe Diem (Ravensburger Alea)
- 2018: Forum Trajanum (HUCH!)
- 2019: The Castles of Burgundy (20th Anniversary) (Ravensburger Alea)
- 2019: Revolution of 1828 (Frosted Games)
- 2020: "Bonfire" (H@ll Games)
- 2020: "The Castles of Tuscany" (Ravensburger Alea)
- 2022: "Marrakesch" (Queen Games)
- 2024: "Civolution" (Deep Print Games)

## Premi e riconoscimenti
I giochi di Feld sono stati nominati molte volte ai premi più prestigiosi tra i quali:
- Spiel des Jahres
  - 2006 - Roma: gioco raccomandato
  - 2007 - Notre Dame: gioco raccomandato
  - 2008 - Im Jahr des Drachen: gioco raccomandato
  - 2011 - Die Burgen von Burgund e Luna: giochi raccomandati

- Kennerspiel des Jahres
  - 2011 - Strasbourg: gioco nominato
  - 2013 - Bruges: gioco nominato
  - 2019 - Carpe Diem: gioco nominato

- Deutscher Spiele Preis
  - 2006 - Um Ru(h)m & Ehre: 10º classificato
  - 2007 - Notre Dame: 2º classificato
  - 2008 -  Im Jahr des Drachen: 4º classificato
  - 2010 -  Macao: 8º classificato
  - 2011 -  Die Burgen von Burgund: 2º classificato
  - 2011 - Luna: 9º classificato
  - 2011 - Strasbourg: 10º classificato
  - 2012 - Trajan: 2º classificato
  - 2013 - Brügge: 3º classificato
  - 2013 - Bora Bora: 4º classificato
  - 2013 - Rialto: 9º classificato

- International Gamers Award
  - 2005 - Roma: Nominato categoria "Miglior gioco di strategia per 2 giocatori"
  - 2008 - Im Jahr des Drachen: Nominato categoria "Miglior gioco di strategia"
  - 2008 - Die Säulen der Erde – Duell der Baumeister: Nominato categoria "Miglior gioco di strategia per 2 giocatori"
  - 2010 - Macao: : Nominato categoria "Miglior gioco di strategia"
  - 2011 - Die Burgen von Burgund: Nominato categoria "Miglior gioco di strategia"
  - 2012 - Trajan: Vincitore categoria "Miglior gioco di strategia"